# Tirreno-Adriatico 2022
Tirreno-Adriatico 2022 var den 57. udgave af det italienske etapeløb Tirreno-Adriatico. Cykelløbets syv etaper blev kørt fra 7. marts med start i Lido di Camaiore til 13. marts 2022 hvor der er mål i San Benedetto del Tronto. Løbet var femte arrangement på UCI World Tour 2022. Den samlede vinder af løbet blev slovenske Tadej Pogačar fra UAE Team Emirates for andet år i træk. Danske Jonas Vingegaard fra Team Jumbo-Visma kom på andenpladsen.

## Etaperne
| Etape    | Dato     | Start – Mål                                         | type              | Afstand (km) | Elevation (m) | Etapevinder    | Førende rytter |
| -------- | -------- | --------------------------------------------------- | ----------------- | ------------ | ------------- | -------------- | -------------- |
| 1. etape | 7. mar.  | Lido di Camaiore – Lido di Camaiore                 | enkeltstart       | 13,9         | 4 m           | Filippo Ganna  | Filippo Ganna  |
| 2. etape | 8. mar.  | Camaiore – Sovicille                                | kuperet etape     | 219          | 2.144 m       | Tim Merlier    | Filippo Ganna  |
| 3. etape | 9. mar.  | Murlo – Terni                                       | flad etape        | 170          | 2.063 m       | Caleb Ewan     | Filippo Ganna  |
| 4. etape | 10. mar. | Marmorevandfaldene – Bellante                       | middel bjergetape | 202          | 3.092 m       | Tadej Pogačar  | Tadej Pogačar  |
| 5. etape | 11. mar. | Sefro – Fermo                                       | bjergetape        | 155          | 2.402 m       | Warren Barguil | Tadej Pogačar  |
| 6. etape | 12. mar. | Apecchio – Carpegna                                 | bjergetape        | 213          | 3.817 m       | Tadej Pogačar  | Tadej Pogačar  |
| 7. etape | 13. mar. | San Benedetto del Tronto – San Benedetto del Tronto | flad etape        | 159          | 1.296 m       | Phil Bauhaus   | Tadej Pogačar  |

### 1. etape
| Lido di Camaiore - Lido di Camaiore | enkeltstart | (13,9 km) |

| \| Etaperesultat \| Etaperesultat \| Etaperesultat \| Etaperesultat \| Etaperesultat \| \| Rytter \| Rytter \| Hold \| Tid \| \| \| ------------- \| ----------------- \| ---------------------- \| ------------- \| ------------- \| \| 1. \| Filippo Ganna \| Ineos Grenadiers \| 15' 17" \| \| \| 2. \| Remco Evenepoel \| Quick-Step Alpha Vinyl \| + 11" \| \| \| 3. \| Tadej Pogačar \| UAE Team Emirates \| + 18" \| \| \| 4. \| Kasper Asgreen \| Quick-Step Alpha Vinyl \| + 24" \| \| \| 5. \| Alex Dowsett \| Israel-Premier Tech \| + 25" \| \| \| 6. \| Thymen Arensman \| Team DSM \| + 28" \| \| \| 7. \| Tobias Ludvigsson \| Groupama-FDJ \| + 32" \| \| \| 8. \| Jos van Emden \| Jumbo-Visma \| + 33" \| \| \| 9. \| Mikkel Bjerg \| UAE Team Emirates \| + 39" \| \| \| 10. \| Matteo Sobrero \| BikeExchange-Jayco \| + 39" \| \| |                   |                        |         |
| |                   |                        |         |
| Kilde: ProCyclingStats |                   |                        |         |
| Etaperesultat |                   |                        |         |
| Rytter | Rytter            | Hold                   | Tid     |
| 1. | Filippo Ganna     | Ineos Grenadiers       | 15' 17" |
| 2. | Remco Evenepoel   | Quick-Step Alpha Vinyl | + 11"   |
| 3. | Tadej Pogačar     | UAE Team Emirates      | + 18"   |
| 4. | Kasper Asgreen    | Quick-Step Alpha Vinyl | + 24"   |
| 5. | Alex Dowsett      | Israel-Premier Tech    | + 25"   |
| 6. | Thymen Arensman   | Team DSM               | + 28"   |
| 7. | Tobias Ludvigsson | Groupama-FDJ           | + 32"   |
| 8. | Jos van Emden     | Jumbo-Visma            | + 33"   |
| 9. | Mikkel Bjerg      | UAE Team Emirates      | + 39"   |
| 10. | Matteo Sobrero    | BikeExchange-Jayco     | + 39"   |

| \| Samlede stilling \| Samlede stilling \| Samlede stilling \| Samlede stilling \| Samlede stilling \| \| Rytter \| Rytter \| Hold \| Tid \| \| \| ---------------- \| ----------------- \| ---------------------- \| ---------------- \| ---------------- \| \| 1. \| Filippo Ganna \| Ineos Grenadiers \| 15' 17" \| \| \| 2. \| Remco Evenepoel \| Quick-Step Alpha Vinyl \| + 11" \| \| \| 3. \| Tadej Pogačar \| UAE Team Emirates \| + 18" \| \| \| 4. \| Kasper Asgreen \| Quick-Step Alpha Vinyl \| + 24" \| \| \| 5. \| Alex Dowsett \| Israel-Premier Tech \| + 25" \| \| \| 6. \| Thymen Arensman \| Team DSM \| + 28" \| \| \| 7. \| Tobias Ludvigsson \| Groupama-FDJ \| + 32" \| \| \| 8. \| Jos van Emden \| Jumbo-Visma \| + 33" \| \| \| 9. \| Mikkel Bjerg \| UAE Team Emirates \| + 39" \| \| \| 10. \| Matteo Sobrero \| BikeExchange-Jayco \| + 39" \| \| |                   |                        |         |
| |                   |                        |         |
| Kilde: ProCyclingStats |                   |                        |         |
| Samlede stilling |                   |                        |         |
| Rytter | Rytter            | Hold                   | Tid     |
| 1. | Filippo Ganna     | Ineos Grenadiers       | 15' 17" |
| 2. | Remco Evenepoel   | Quick-Step Alpha Vinyl | + 11"   |
| 3. | Tadej Pogačar     | UAE Team Emirates      | + 18"   |
| 4. | Kasper Asgreen    | Quick-Step Alpha Vinyl | + 24"   |
| 5. | Alex Dowsett      | Israel-Premier Tech    | + 25"   |
| 6. | Thymen Arensman   | Team DSM               | + 28"   |
| 7. | Tobias Ludvigsson | Groupama-FDJ           | + 32"   |
| 8. | Jos van Emden     | Jumbo-Visma            | + 33"   |
| 9. | Mikkel Bjerg      | UAE Team Emirates      | + 39"   |
| 10. | Matteo Sobrero    | BikeExchange-Jayco     | + 39"   |

### 2. etape
| Camaiore - Sovicille | kuperet etape | (219 km) |

| \| Etaperesultat \| Etaperesultat \| Etaperesultat \| Etaperesultat \| Etaperesultat \| \| Rytter \| Rytter \| Hold \| Tid \| \| \| ------------- \| ---------------- \| ---------------------- \| ------------- \| ------------- \| \| 1. \| Tim Merlier \| Alpecin-Fenix \| 5t 25' 23" \| \| \| 2. \| Olav Kooij \| Jumbo-Visma \| + 0" \| \| \| 3. \| Kaden Groves \| BikeExchange-Jayco \| + 0" \| \| \| 4. \| Peter Sagan \| TotalEnergies \| + 0" \| \| \| 5. \| Simone Consonni \| Cofidis \| + 0" \| \| \| 6. \| Phil Bauhaus \| Bahrain Victorious \| + 0" \| \| \| 7. \| Davide Ballerini \| Quick-Step Alpha Vinyl \| + 0" \| \| \| 8. \| Giacomo Nizzolo \| Israel-Premier Tech \| + 0" \| \| \| 9. \| Jacopo Guarnieri \| Groupama-FDJ \| + 0" \| \| \| 10. \| Andrea Vendrame \| AG2R Citroën Team \| + 0" \| \| |                  |                        |            |
| |                  |                        |            |
| Kilde: ProCyclingStats |                  |                        |            |
| Etaperesultat |                  |                        |            |
| Rytter | Rytter           | Hold                   | Tid        |
| 1. | Tim Merlier      | Alpecin-Fenix          | 5t 25' 23" |
| 2. | Olav Kooij       | Jumbo-Visma            | + 0"       |
| 3. | Kaden Groves     | BikeExchange-Jayco     | + 0"       |
| 4. | Peter Sagan      | TotalEnergies          | + 0"       |
| 5. | Simone Consonni  | Cofidis                | + 0"       |
| 6. | Phil Bauhaus     | Bahrain Victorious     | + 0"       |
| 7. | Davide Ballerini | Quick-Step Alpha Vinyl | + 0"       |
| 8. | Giacomo Nizzolo  | Israel-Premier Tech    | + 0"       |
| 9. | Jacopo Guarnieri | Groupama-FDJ           | + 0"       |
| 10. | Andrea Vendrame  | AG2R Citroën Team      | + 0"       |

| \| Samlede stilling \| Samlede stilling \| Samlede stilling \| Samlede stilling \| Samlede stilling \| \| Rytter \| Rytter \| Hold \| Tid \| \| \| ---------------- \| ----------------- \| ---------------------- \| ---------------- \| ---------------- \| \| 1. \| Filippo Ganna \| Ineos Grenadiers \| 5t 40' 40" \| \| \| 2. \| Remco Evenepoel \| Quick-Step Alpha Vinyl \| + 11" \| \| \| 3. \| Tadej Pogačar \| UAE Team Emirates \| + 17" \| \| \| 4. \| Kasper Asgreen \| Quick-Step Alpha Vinyl \| + 24" \| \| \| 5. \| Alex Dowsett \| Israel-Premier Tech \| + 25" \| \| \| 6. \| Thymen Arensman \| Team DSM \| + 28" \| \| \| 7. \| Tobias Ludvigsson \| Groupama-FDJ \| + 32" \| \| \| 8. \| Jos van Emden \| Jumbo-Visma \| + 33" \| \| \| 9. \| Matteo Sobrero \| BikeExchange-Jayco \| + 39" \| \| \| 10. \| Lawson Craddock \| BikeExchange-Jayco \| + 39" \| \| |                   |                        |            |
| |                   |                        |            |
| Kilde: ProCyclingStats |                   |                        |            |
| Samlede stilling |                   |                        |            |
| Rytter | Rytter            | Hold                   | Tid        |
| 1. | Filippo Ganna     | Ineos Grenadiers       | 5t 40' 40" |
| 2. | Remco Evenepoel   | Quick-Step Alpha Vinyl | + 11"      |
| 3. | Tadej Pogačar     | UAE Team Emirates      | + 17"      |
| 4. | Kasper Asgreen    | Quick-Step Alpha Vinyl | + 24"      |
| 5. | Alex Dowsett      | Israel-Premier Tech    | + 25"      |
| 6. | Thymen Arensman   | Team DSM               | + 28"      |
| 7. | Tobias Ludvigsson | Groupama-FDJ           | + 32"      |
| 8. | Jos van Emden     | Jumbo-Visma            | + 33"      |
| 9. | Matteo Sobrero    | BikeExchange-Jayco     | + 39"      |
| 10. | Lawson Craddock   | BikeExchange-Jayco     | + 39"      |

### 3. etape
| Murlo - Terni | flad etape | (170 km) |

| \| Etaperesultat \| Etaperesultat \| Etaperesultat \| Etaperesultat \| Etaperesultat \| \| Rytter \| Rytter \| Hold \| Tid \| \| \| ------------- \| ---------------- \| ------------------ \| ------------- \| ------------- \| \| 1. \| Caleb Ewan \| Lotto-Soudal \| 4t 27' 04" \| \| \| 2. \| Arnaud Démare \| Groupama-FDJ \| + 0" \| \| \| 3. \| Olav Kooij \| Jumbo-Visma \| + 0" \| \| \| 4. \| Nacer Bouhanni \| Arkéa-Samsic \| + 0" \| \| \| 5. \| Tim Merlier \| Alpecin-Fenix \| + 0" \| \| \| 6. \| Pascal Ackermann \| UAE Team Emirates \| + 0" \| \| \| 7. \| Phil Bauhaus \| Bahrain Victorious \| + 0" \| \| \| 8. \| Simone Consonni \| Cofidis \| + 0" \| \| \| 9. \| Elia Viviani \| Ineos Grenadiers \| + 0" \| \| \| 10. \| Matteo Moschetti \| Trek-Segafredo \| + 0" \| \| |                  |                    |            |
| |                  |                    |            |
| Kilde: ProCyclingStats |                  |                    |            |
| Etaperesultat |                  |                    |            |
| Rytter | Rytter           | Hold               | Tid        |
| 1. | Caleb Ewan       | Lotto-Soudal       | 4t 27' 04" |
| 2. | Arnaud Démare    | Groupama-FDJ       | + 0"       |
| 3. | Olav Kooij       | Jumbo-Visma        | + 0"       |
| 4. | Nacer Bouhanni   | Arkéa-Samsic       | + 0"       |
| 5. | Tim Merlier      | Alpecin-Fenix      | + 0"       |
| 6. | Pascal Ackermann | UAE Team Emirates  | + 0"       |
| 7. | Phil Bauhaus     | Bahrain Victorious | + 0"       |
| 8. | Simone Consonni  | Cofidis            | + 0"       |
| 9. | Elia Viviani     | Ineos Grenadiers   | + 0"       |
| 10. | Matteo Moschetti | Trek-Segafredo     | + 0"       |

| \| Samlede stilling \| Samlede stilling \| Samlede stilling \| Samlede stilling \| Samlede stilling \| \| Rytter \| Rytter \| Hold \| Tid \| \| \| ---------------- \| ----------------- \| ---------------------- \| ---------------- \| ---------------- \| \| 1. \| Filippo Ganna \| Ineos Grenadiers \| 9t 48' 04" \| \| \| 2. \| Remco Evenepoel \| Quick-Step Alpha Vinyl \| + 11" \| \| \| 3. \| Tadej Pogačar \| UAE Team Emirates \| + 14" \| \| \| 4. \| Kasper Asgreen \| Quick-Step Alpha Vinyl \| + 24" \| \| \| 5. \| Alex Dowsett \| Israel-Premier Tech \| + 25" \| \| \| 6. \| Thymen Arensman \| Team DSM \| + 28" \| \| \| 7. \| Tobias Ludvigsson \| Groupama-FDJ \| + 32" \| \| \| 8. \| Jos van Emden \| Jumbo-Visma \| + 33" \| \| \| 9. \| Matteo Sobrero \| BikeExchange-Jayco \| + 39" \| \| \| 10. \| Lawson Craddock \| BikeExchange-Jayco \| + 39" \| \| |                   |                        |            |
| |                   |                        |            |
| Kilde: ProCyclingStats |                   |                        |            |
| Samlede stilling |                   |                        |            |
| Rytter | Rytter            | Hold                   | Tid        |
| 1. | Filippo Ganna     | Ineos Grenadiers       | 9t 48' 04" |
| 2. | Remco Evenepoel   | Quick-Step Alpha Vinyl | + 11"      |
| 3. | Tadej Pogačar     | UAE Team Emirates      | + 14"      |
| 4. | Kasper Asgreen    | Quick-Step Alpha Vinyl | + 24"      |
| 5. | Alex Dowsett      | Israel-Premier Tech    | + 25"      |
| 6. | Thymen Arensman   | Team DSM               | + 28"      |
| 7. | Tobias Ludvigsson | Groupama-FDJ           | + 32"      |
| 8. | Jos van Emden     | Jumbo-Visma            | + 33"      |
| 9. | Matteo Sobrero    | BikeExchange-Jayco     | + 39"      |
| 10. | Lawson Craddock   | BikeExchange-Jayco     | + 39"      |

### 4. etape
| Marmorevandfaldene - Bellante | middel bjergetape | (202 km) |

| \| Etaperesultat \| Etaperesultat \| Etaperesultat \| Etaperesultat \| Etaperesultat \| \| Rytter \| Rytter \| Hold \| Tid \| \| \| ------------- \| ------------------ \| ---------------------- \| ------------- \| ------------- \| \| 1. \| Tadej Pogačar \| UAE Team Emirates \| 4t 48' 39" \| \| \| 2. \| Jonas Vingegaard \| Jumbo-Visma \| + 2" \| \| \| 3. \| Victor Lafay \| Cofidis \| + 2" \| \| \| 4. \| Remco Evenepoel \| Quick-Step Alpha Vinyl \| + 2" \| \| \| 5. \| Giulio Ciccone \| Trek-Segafredo \| + 5" \| \| \| 6. \| Tao Geoghegan Hart \| Ineos Grenadiers \| + 5" \| \| \| 7. \| Enric Mas \| Movistar Team \| + 5" \| \| \| 8. \| Wilco Kelderman \| Bora-Hansgrohe \| + 5" \| \| \| 9. \| Mikel Landa \| Bahrain Victorious \| + 5" \| \| \| 10. \| Jai Hindley \| Bora-Hansgrohe \| + 5" \| \| |                    |                        |            |
| |                    |                        |            |
| Kilde: ProCyclingStats |                    |                        |            |
| Etaperesultat |                    |                        |            |
| Rytter | Rytter             | Hold                   | Tid        |
| 1. | Tadej Pogačar      | UAE Team Emirates      | 4t 48' 39" |
| 2. | Jonas Vingegaard   | Jumbo-Visma            | + 2"       |
| 3. | Victor Lafay       | Cofidis                | + 2"       |
| 4. | Remco Evenepoel    | Quick-Step Alpha Vinyl | + 2"       |
| 5. | Giulio Ciccone     | Trek-Segafredo         | + 5"       |
| 6. | Tao Geoghegan Hart | Ineos Grenadiers       | + 5"       |
| 7. | Enric Mas          | Movistar Team          | + 5"       |
| 8. | Wilco Kelderman    | Bora-Hansgrohe         | + 5"       |
| 9. | Mikel Landa        | Bahrain Victorious     | + 5"       |
| 10. | Jai Hindley        | Bora-Hansgrohe         | + 5"       |

| \| Samlede stilling \| Samlede stilling \| Samlede stilling \| Samlede stilling \| Samlede stilling \| \| Rytter \| Rytter \| Hold \| Tid \| \| \| ---------------- \| ------------------ \| ---------------------- \| ---------------- \| ---------------- \| \| 1. \| Tadej Pogačar \| UAE Team Emirates \| 14t 36' 47" \| \| \| 2. \| Remco Evenepoel \| Quick-Step Alpha Vinyl \| + 9" \| \| \| 3. \| Filippo Ganna \| Ineos Grenadiers \| + 21" \| \| \| 4. \| Thymen Arensman \| Team DSM \| + 36" \| \| \| 5. \| Tao Geoghegan Hart \| Ineos Grenadiers \| + 43" \| \| \| 6. \| Jonas Vingegaard \| Jumbo-Visma \| + 45" \| \| \| 7. \| Miguel Ángel López \| Astana Qazaqstan Team \| + 50" \| \| \| 8. \| Marc Soler \| UAE Team Emirates \| + 56" \| \| \| 9. \| Richie Porte \| Ineos Grenadiers \| + 1' 02" \| \| \| 10. \| Wilco Kelderman \| Bora-Hansgrohe \| + 1' 04" \| \| |                    |                        |             |
| |                    |                        |             |
| Kilde: ProCyclingStats |                    |                        |             |
| Samlede stilling |                    |                        |             |
| Rytter | Rytter             | Hold                   | Tid         |
| 1. | Tadej Pogačar      | UAE Team Emirates      | 14t 36' 47" |
| 2. | Remco Evenepoel    | Quick-Step Alpha Vinyl | + 9"        |
| 3. | Filippo Ganna      | Ineos Grenadiers       | + 21"       |
| 4. | Thymen Arensman    | Team DSM               | + 36"       |
| 5. | Tao Geoghegan Hart | Ineos Grenadiers       | + 43"       |
| 6. | Jonas Vingegaard   | Jumbo-Visma            | + 45"       |
| 7. | Miguel Ángel López | Astana Qazaqstan Team  | + 50"       |
| 8. | Marc Soler         | UAE Team Emirates      | + 56"       |
| 9. | Richie Porte       | Ineos Grenadiers       | + 1' 02"    |
| 10. | Wilco Kelderman    | Bora-Hansgrohe         | + 1' 04"    |

### 5. etape
| Sefro - Fermo | bjergetape | (155 km) |

| \| Etaperesultat \| Etaperesultat \| Etaperesultat \| Etaperesultat \| Etaperesultat \| \| Rytter \| Rytter \| Hold \| Tid \| \| \| ------------- \| ---------------- \| ---------------------- \| ------------- \| ------------- \| \| 1. \| Warren Barguil \| Arkéa-Samsic \| 3t 39' 53" \| \| \| 2. \| Xandro Meurisse \| Alpecin-Fenix \| + 10" \| \| \| 3. \| Simone Velasco \| Astana Qazaqstan Team \| + 14" \| \| \| 4. \| Nelson Oliveira \| Movistar Team \| + 15" \| \| \| 5. \| Richie Porte \| Ineos Grenadiers \| + 26" \| \| \| 6. \| Tadej Pogačar \| UAE Team Emirates \| + 28" \| \| \| 7. \| Jonas Vingegaard \| Jumbo-Visma \| + 28" \| \| \| 8. \| Enric Mas \| Movistar Team \| + 28" \| \| \| 9. \| Remco Evenepoel \| Quick-Step Alpha Vinyl \| + 28" \| \| \| 10. \| Jai Hindley \| Bora-Hansgrohe \| + 28" \| \| |                  |                        |            |
| |                  |                        |            |
| Kilde: ProCyclingStats |                  |                        |            |
| Etaperesultat |                  |                        |            |
| Rytter | Rytter           | Hold                   | Tid        |
| 1. | Warren Barguil   | Arkéa-Samsic           | 3t 39' 53" |
| 2. | Xandro Meurisse  | Alpecin-Fenix          | + 10"      |
| 3. | Simone Velasco   | Astana Qazaqstan Team  | + 14"      |
| 4. | Nelson Oliveira  | Movistar Team          | + 15"      |
| 5. | Richie Porte     | Ineos Grenadiers       | + 26"      |
| 6. | Tadej Pogačar    | UAE Team Emirates      | + 28"      |
| 7. | Jonas Vingegaard | Jumbo-Visma            | + 28"      |
| 8. | Enric Mas        | Movistar Team          | + 28"      |
| 9. | Remco Evenepoel  | Quick-Step Alpha Vinyl | + 28"      |
| 10. | Jai Hindley      | Bora-Hansgrohe         | + 28"      |

| \| Samlede stilling \| Samlede stilling \| Samlede stilling \| Samlede stilling \| Samlede stilling \| \| Rytter \| Rytter \| Hold \| Tid \| \| \| ---------------- \| ------------------ \| ---------------------- \| ---------------- \| ---------------- \| \| 1. \| Tadej Pogačar \| UAE Team Emirates \| 18t 17' 08" \| \| \| 2. \| Remco Evenepoel \| Quick-Step Alpha Vinyl \| + 9" \| \| \| 3. \| Thymen Arensman \| Team DSM \| + 43" \| \| \| 4. \| Jonas Vingegaard \| Jumbo-Visma \| + 45" \| \| \| 5. \| Miguel Ángel López \| Astana Qazaqstan Team \| + 1' 00" \| \| \| 6. \| Richie Porte \| Ineos Grenadiers \| + 1' 00" \| \| \| 7. \| Tao Geoghegan Hart \| Ineos Grenadiers \| + 1' 02" \| \| \| 8. \| Jai Hindley \| Bora-Hansgrohe \| + 1' 06" \| \| \| 9. \| Enric Mas \| Movistar Team \| + 1' 11" \| \| \| 10. \| Wilco Kelderman \| Bora-Hansgrohe \| + 1' 14" \| \| |                    |                        |             |
| |                    |                        |             |
| Kilde: ProCyclingStats |                    |                        |             |
| Samlede stilling |                    |                        |             |
| Rytter | Rytter             | Hold                   | Tid         |
| 1. | Tadej Pogačar      | UAE Team Emirates      | 18t 17' 08" |
| 2. | Remco Evenepoel    | Quick-Step Alpha Vinyl | + 9"        |
| 3. | Thymen Arensman    | Team DSM               | + 43"       |
| 4. | Jonas Vingegaard   | Jumbo-Visma            | + 45"       |
| 5. | Miguel Ángel López | Astana Qazaqstan Team  | + 1' 00"    |
| 6. | Richie Porte       | Ineos Grenadiers       | + 1' 00"    |
| 7. | Tao Geoghegan Hart | Ineos Grenadiers       | + 1' 02"    |
| 8. | Jai Hindley        | Bora-Hansgrohe         | + 1' 06"    |
| 9. | Enric Mas          | Movistar Team          | + 1' 11"    |
| 10. | Wilco Kelderman    | Bora-Hansgrohe         | + 1' 14"    |

### 6. etape
| Apecchio - Carpegna | bjergetape | (213 km) |

| \| Etaperesultat \| Etaperesultat \| Etaperesultat \| Etaperesultat \| Etaperesultat \| \| Rytter \| Rytter \| Hold \| Tid \| \| \| ------------- \| ---------------- \| ------------------ \| ------------- \| ------------- \| \| 1. \| Tadej Pogačar \| UAE Team Emirates \| 5t 28' 57" \| \| \| 2. \| Jonas Vingegaard \| Jumbo-Visma \| + 1' 03" \| \| \| 3. \| Mikel Landa \| Bahrain Victorious \| + 1' 03" \| \| \| 4. \| Richie Porte \| Ineos Grenadiers \| + 1' 34" \| \| \| 5. \| Damiano Caruso \| Bahrain Victorious \| + 1' 49" \| \| \| 6. \| Jai Hindley \| Bora-Hansgrohe \| + 1' 49" \| \| \| 7. \| Thibaut Pinot \| Groupama-FDJ \| + 1' 49" \| \| \| 8. \| Giulio Ciccone \| Trek-Segafredo \| + 2' 23" \| \| \| 9. \| Pello Bilbao \| Bahrain Victorious \| + 2' 23" \| \| \| 10. \| Thymen Arensman \| Team DSM \| + 2' 23" \| \| |                  |                    |            |
| |                  |                    |            |
| Kilde: ProCyclingStats |                  |                    |            |
| Etaperesultat |                  |                    |            |
| Rytter | Rytter           | Hold               | Tid        |
| 1. | Tadej Pogačar    | UAE Team Emirates  | 5t 28' 57" |
| 2. | Jonas Vingegaard | Jumbo-Visma        | + 1' 03"   |
| 3. | Mikel Landa      | Bahrain Victorious | + 1' 03"   |
| 4. | Richie Porte     | Ineos Grenadiers   | + 1' 34"   |
| 5. | Damiano Caruso   | Bahrain Victorious | + 1' 49"   |
| 6. | Jai Hindley      | Bora-Hansgrohe     | + 1' 49"   |
| 7. | Thibaut Pinot    | Groupama-FDJ       | + 1' 49"   |
| 8. | Giulio Ciccone   | Trek-Segafredo     | + 2' 23"   |
| 9. | Pello Bilbao     | Bahrain Victorious | + 2' 23"   |
| 10. | Thymen Arensman  | Team DSM           | + 2' 23"   |

| \| Samlede stilling \| Samlede stilling \| Samlede stilling \| Samlede stilling \| Samlede stilling \| \| Rytter \| Rytter \| Hold \| Tid \| \| \| ---------------- \| ---------------- \| ------------------ \| ---------------- \| ---------------- \| \| 1. \| Tadej Pogačar \| UAE Team Emirates \| 23t 45' 55" \| \| \| 2. \| Jonas Vingegaard \| Jumbo-Visma \| + 1' 52" \| \| \| 3. \| Mikel Landa \| Bahrain Victorious \| + 2' 33" \| \| \| 4. \| Richie Porte \| Ineos Grenadiers \| + 2' 44" \| \| \| 5. \| Jai Hindley \| Bora-Hansgrohe \| + 3' 05" \| \| \| 6. \| Thymen Arensman \| Team DSM \| + 3' 16" \| \| \| 7. \| Damiano Caruso \| Bahrain Victorious \| + 3' 20" \| \| \| 8. \| Thibaut Pinot \| Groupama-FDJ \| + 3' 37" \| \| \| 9. \| Pello Bilbao \| Bahrain Victorious \| + 3' 51" \| \| \| 10. \| Giulio Ciccone \| Trek-Segafredo \| + 4' 03" \| \| |                  |                    |             |
| |                  |                    |             |
| Kilde: ProCyclingStats |                  |                    |             |
| Samlede stilling |                  |                    |             |
| Rytter | Rytter           | Hold               | Tid         |
| 1. | Tadej Pogačar    | UAE Team Emirates  | 23t 45' 55" |
| 2. | Jonas Vingegaard | Jumbo-Visma        | + 1' 52"    |
| 3. | Mikel Landa      | Bahrain Victorious | + 2' 33"    |
| 4. | Richie Porte     | Ineos Grenadiers   | + 2' 44"    |
| 5. | Jai Hindley      | Bora-Hansgrohe     | + 3' 05"    |
| 6. | Thymen Arensman  | Team DSM           | + 3' 16"    |
| 7. | Damiano Caruso   | Bahrain Victorious | + 3' 20"    |
| 8. | Thibaut Pinot    | Groupama-FDJ       | + 3' 37"    |
| 9. | Pello Bilbao     | Bahrain Victorious | + 3' 51"    |
| 10. | Giulio Ciccone   | Trek-Segafredo     | + 4' 03"    |

### 7. etape
| San Benedetto del Tronto - San Benedetto del Tronto | flad etape | (159 km) |

| \| Etaperesultat \| Etaperesultat \| Etaperesultat \| Etaperesultat \| Etaperesultat \| \| Rytter \| Rytter \| Hold \| Tid \| \| \| ------------- \| -------------------- \| ---------------------------------- \| ------------- \| ------------- \| \| 1. \| Phil Bauhaus \| Bahrain Victorious \| 3t 39' 58" \| \| \| 2. \| Giacomo Nizzolo \| Israel-Premier Tech \| + 0" \| \| \| 3. \| Kaden Groves \| BikeExchange-Jayco \| + 0" \| \| \| 4. \| Davide Cimolai \| Cofidis \| + 0" \| \| \| 5. \| Alberto Dainese \| Team DSM \| + 0" \| \| \| 6. \| Alexander Kristoff \| Intermarché-Wanty-Gobert Matériaux \| + 0" \| \| \| 7. \| Edvald Boasson Hagen \| TotalEnergies \| + 0" \| \| \| 8. \| Olav Kooij \| Jumbo-Visma \| + 0" \| \| \| 9. \| Arnaud Démare \| Groupama-FDJ \| + 0" \| \| \| 10. \| Matteo Moschetti \| Trek-Segafredo \| + 0" \| \| |                      |                                    |            |
| |                      |                                    |            |
| Kilde: ProCyclingStats |                      |                                    |            |
| Etaperesultat |                      |                                    |            |
| Rytter | Rytter               | Hold                               | Tid        |
| 1. | Phil Bauhaus         | Bahrain Victorious                 | 3t 39' 58" |
| 2. | Giacomo Nizzolo      | Israel-Premier Tech                | + 0"       |
| 3. | Kaden Groves         | BikeExchange-Jayco                 | + 0"       |
| 4. | Davide Cimolai       | Cofidis                            | + 0"       |
| 5. | Alberto Dainese      | Team DSM                           | + 0"       |
| 6. | Alexander Kristoff   | Intermarché-Wanty-Gobert Matériaux | + 0"       |
| 7. | Edvald Boasson Hagen | TotalEnergies                      | + 0"       |
| 8. | Olav Kooij           | Jumbo-Visma                        | + 0"       |
| 9. | Arnaud Démare        | Groupama-FDJ                       | + 0"       |
| 10. | Matteo Moschetti     | Trek-Segafredo                     | + 0"       |

## Resultater
| \| Samlede stilling \| Samlede stilling \| Samlede stilling \| Samlede stilling \| Samlede stilling \| \| Rytter \| Rytter \| Hold \| Tid \| \| \| ---------------- \| ---------------- \| ------------------ \| ---------------- \| ---------------- \| \| 1. \| Tadej Pogačar \| UAE Team Emirates \| 27t 25' 53" \| \| \| 2. \| Jonas Vingegaard \| Jumbo-Visma \| + 1' 52" \| \| \| 3. \| Mikel Landa \| Bahrain Victorious \| + 2' 33" \| \| \| 4. \| Richie Porte \| Ineos Grenadiers \| + 2' 44" \| \| \| 5. \| Jai Hindley \| Bora-Hansgrohe \| + 3' 05" \| \| \| 6. \| Thymen Arensman \| Team DSM \| + 3' 16" \| \| \| 7. \| Damiano Caruso \| Bahrain Victorious \| + 3' 20" \| \| \| 8. \| Thibaut Pinot \| Groupama-FDJ \| + 3' 37" \| \| \| 9. \| Pello Bilbao \| Bahrain Victorious \| + 3' 51" \| \| \| 10. \| Giulio Ciccone \| Trek-Segafredo \| + 4' 03" \| \| |                  |                    |             |
| |                  |                    |             |
| Kilde: ProCyclingStats |                  |                    |             |
| Samlede stilling |                  |                    |             |
| Rytter | Rytter           | Hold               | Tid         |
| 1. | Tadej Pogačar    | UAE Team Emirates  | 27t 25' 53" |
| 2. | Jonas Vingegaard | Jumbo-Visma        | + 1' 52"    |
| 3. | Mikel Landa      | Bahrain Victorious | + 2' 33"    |
| 4. | Richie Porte     | Ineos Grenadiers   | + 2' 44"    |
| 5. | Jai Hindley      | Bora-Hansgrohe     | + 3' 05"    |
| 6. | Thymen Arensman  | Team DSM           | + 3' 16"    |
| 7. | Damiano Caruso   | Bahrain Victorious | + 3' 20"    |
| 8. | Thibaut Pinot    | Groupama-FDJ       | + 3' 37"    |
| 9. | Pello Bilbao     | Bahrain Victorious | + 3' 51"    |
| 10. | Giulio Ciccone   | Trek-Segafredo     | + 4' 03"    |

| Samlede stilling | Samlede stilling | Samlede stilling   | Samlede stilling | Samlede stilling |
| Rytter           | Rytter           | Hold               | Tid              |                  |
| ---------------- | ---------------- | ------------------ | ---------------- | ---------------- |
| 1.               | Tadej Pogačar    | UAE Team Emirates  | 27t 25' 53"      |                  |
| 2.               | Jonas Vingegaard | Jumbo-Visma        | + 1' 52"         |                  |
| 3.               | Mikel Landa      | Bahrain Victorious | + 2' 33"         |                  |
| 4.               | Richie Porte     | Ineos Grenadiers   | + 2' 44"         |                  |
| 5.               | Jai Hindley      | Bora-Hansgrohe     | + 3' 05"         |                  |
| 6.               | Thymen Arensman  | Team DSM           | + 3' 16"         |                  |
| 7.               | Damiano Caruso   | Bahrain Victorious | + 3' 20"         |                  |
| 8.               | Thibaut Pinot    | Groupama-FDJ       | + 3' 37"         |                  |
| 9.               | Pello Bilbao     | Bahrain Victorious | + 3' 51"         |                  |
| 10.              | Giulio Ciccone   | Trek-Segafredo     | + 4' 03"         |                  |

| Pointkonkurrence | Pointkonkurrence | Pointkonkurrence       | Pointkonkurrence | Pointkonkurrence |
| Rytter           | Rytter           | Hold                   | Point            |                  |
| ---------------- | ---------------- | ---------------------- | ---------------- | ---------------- |
| 1.               | Tadej Pogačar    | UAE Team Emirates      | 44 point         |                  |
| 2.               | Jonas Vingegaard | Jumbo-Visma            | 24 point         |                  |
| 3.               | Phil Bauhaus     | Bahrain Victorious     | 21 point         |                  |
| 4.               | Olav Kooij       | Jumbo-Visma            | 21 point         |                  |
| 5.               | Remco Evenepoel  | Quick-Step Alpha Vinyl | 19 point         |                  |
| 6.               | Tim Merlier      | Alpecin-Fenix          | 18 point         |                  |
| 7.               | Kaden Groves     | BikeExchange-Jayco     | 16 point         |                  |
| 8.               | Richie Porte     | Ineos Grenadiers       | 13 point         |                  |
| 9.               | Giacomo Nizzolo  | Israel-Premier Tech    | 13 point         |                  |
| 10.              | Warren Barguil   | Arkéa-Samsic           | 12 point         |                  |

| Pointkonkurrence | Pointkonkurrence | Pointkonkurrence       | Pointkonkurrence | Pointkonkurrence |
| Rytter           | Rytter           | Hold                   | Point            |                  |
| ---------------- | ---------------- | ---------------------- | ---------------- | ---------------- |
| 1.               | Tadej Pogačar    | UAE Team Emirates      | 44 point         |                  |
| 2.               | Jonas Vingegaard | Jumbo-Visma            | 24 point         |                  |
| 3.               | Phil Bauhaus     | Bahrain Victorious     | 21 point         |                  |
| 4.               | Olav Kooij       | Jumbo-Visma            | 21 point         |                  |
| 5.               | Remco Evenepoel  | Quick-Step Alpha Vinyl | 19 point         |                  |
| 6.               | Tim Merlier      | Alpecin-Fenix          | 18 point         |                  |
| 7.               | Kaden Groves     | BikeExchange-Jayco     | 16 point         |                  |
| 8.               | Richie Porte     | Ineos Grenadiers       | 13 point         |                  |
| 9.               | Giacomo Nizzolo  | Israel-Premier Tech    | 13 point         |                  |
| 10.              | Warren Barguil   | Arkéa-Samsic           | 12 point         |                  |

| Bjergkonkurrence | Bjergkonkurrence  | Bjergkonkurrence   | Bjergkonkurrence | Bjergkonkurrence |
| Rytter           | Rytter            | Hold               | Point            |                  |
| ---------------- | ----------------- | ------------------ | ---------------- | ---------------- |
| 1.               | Quinn Simmons     | Trek-Segafredo     | 35 point         |                  |
| 2.               | Tadej Pogačar     | UAE Team Emirates  | 25 point         |                  |
| 3.               | Jonas Vingegaard  | Jumbo-Visma        | 15 point         |                  |
| 4.               | Davide Bais       | Eolo-Kometa        | 13 point         |                  |
| 5.               | Damiano Caruso    | Bahrain Victorious | 11 point         |                  |
| 6.               | Mikel Landa       | Bahrain Victorious | 10 point         |                  |
| 7.               | Warren Barguil    | Arkéa-Samsic       | 9 point          |                  |
| 8.               | Xandro Meurisse   | Alpecin-Fenix      | 9 point          |                  |
| 9.               | Francesco Gavazzi | Eolo-Kometa        | 8 point          |                  |
| 10.              | Richie Porte      | Ineos Grenadiers   | 7 point          |                  |

| Bjergkonkurrence | Bjergkonkurrence  | Bjergkonkurrence   | Bjergkonkurrence | Bjergkonkurrence |
| Rytter           | Rytter            | Hold               | Point            |                  |
| ---------------- | ----------------- | ------------------ | ---------------- | ---------------- |
| 1.               | Quinn Simmons     | Trek-Segafredo     | 35 point         |                  |
| 2.               | Tadej Pogačar     | UAE Team Emirates  | 25 point         |                  |
| 3.               | Jonas Vingegaard  | Jumbo-Visma        | 15 point         |                  |
| 4.               | Davide Bais       | Eolo-Kometa        | 13 point         |                  |
| 5.               | Damiano Caruso    | Bahrain Victorious | 11 point         |                  |
| 6.               | Mikel Landa       | Bahrain Victorious | 10 point         |                  |
| 7.               | Warren Barguil    | Arkéa-Samsic       | 9 point          |                  |
| 8.               | Xandro Meurisse   | Alpecin-Fenix      | 9 point          |                  |
| 9.               | Francesco Gavazzi | Eolo-Kometa        | 8 point          |                  |
| 10.              | Richie Porte      | Ineos Grenadiers   | 7 point          |                  |

| Ungdomskonkurrence | Ungdomskonkurrence       | Ungdomskonkurrence              | Ungdomskonkurrence | Ungdomskonkurrence |
| Rytter             | Rytter                   | Hold                            | Tid                |                    |
| ------------------ | ------------------------ | ------------------------------- | ------------------ | ------------------ |
| 1.                 | Tadej Pogačar            | UAE Team Emirates               | 27t 25' 53"        |                    |
| 2.                 | Thymen Arensman          | Team DSM                        | + 3' 16"           |                    |
| 3.                 | Remco Evenepoel          | Quick-Step Alpha Vinyl          | + 4' 20"           |                    |
| 4.                 | Jefferson Alveiro Cepeda | Caja Rural-Seguros RGA          | + 19' 56"          |                    |
| 5.                 | Natnael Tesfatsion       | Drone Hopper-Androni Giocattoli | + 25' 03"          |                    |
| 6.                 | Matteo Sobrero           | BikeExchange-Jayco              | + 29' 59"          |                    |
| 7.                 | Valentin Ferron          | TotalEnergies                   | + 38' 32"          |                    |
| 8.                 | Quinn Simmons            | Trek-Segafredo                  | + 43' 28"          |                    |
| 9.                 | Einer Rubio              | Movistar Team                   | + 47' 06"          |                    |
| 10.                | Mikkel Honoré            | Quick-Step Alpha Vinyl          | + 1t 00' 49"       |                    |

| Ungdomskonkurrence | Ungdomskonkurrence       | Ungdomskonkurrence              | Ungdomskonkurrence | Ungdomskonkurrence |
| Rytter             | Rytter                   | Hold                            | Tid                |                    |
| ------------------ | ------------------------ | ------------------------------- | ------------------ | ------------------ |
| 1.                 | Tadej Pogačar            | UAE Team Emirates               | 27t 25' 53"        |                    |
| 2.                 | Thymen Arensman          | Team DSM                        | + 3' 16"           |                    |
| 3.                 | Remco Evenepoel          | Quick-Step Alpha Vinyl          | + 4' 20"           |                    |
| 4.                 | Jefferson Alveiro Cepeda | Caja Rural-Seguros RGA          | + 19' 56"          |                    |
| 5.                 | Natnael Tesfatsion       | Drone Hopper-Androni Giocattoli | + 25' 03"          |                    |
| 6.                 | Matteo Sobrero           | BikeExchange-Jayco              | + 29' 59"          |                    |
| 7.                 | Valentin Ferron          | TotalEnergies                   | + 38' 32"          |                    |
| 8.                 | Quinn Simmons            | Trek-Segafredo                  | + 43' 28"          |                    |
| 9.                 | Einer Rubio              | Movistar Team                   | + 47' 06"          |                    |
| 10.                | Mikkel Honoré            | Quick-Step Alpha Vinyl          | + 1t 00' 49"       |                    |

### Holdkonkurrencen
| Holdkonkurrence | Holdkonkurrence                 | Holdkonkurrence | Holdkonkurrence |
| Hold            | Hold                            | Tid             |                 |
| --------------- | ------------------------------- | --------------- | --------------- |
| 1.              | Bahrain Victorious              | 82t 26' 46"     |                 |
| 2.              | UAE Team Emirates               | + 8' 11"        |                 |
| 3.              | Bora-Hansgrohe                  | + 19' 04"       |                 |
| 4.              | Ineos Grenadiers                | + 27' 06"       |                 |
| 5.              | Cofidis                         | + 29' 06"       |                 |
| 6.              | Team DSM                        | + 34' 16"       |                 |
| 7.              | AG2R Citroën Team               | + 35' 14"       |                 |
| 8.              | Movistar Team                   | + 35' 54"       |                 |
| 9.              | Drone Hopper-Androni Giocattoli | + 40' 08"       |                 |
| 10.             | Eolo-Kometa                     | + 43' 37"       |                 |

## Hold og ryttere
| UCI WorldTeams (18)- AG2R Citroën Team - Astana Qazaqstan Team - Bahrain Victorious - Bora-Hansgrohe - Cofidis - EF Education-EasyPost - Groupama-FDJ - Ineos Grenadiers - Intermarché-Wanty-Gobert Matériaux - Israel-Premier Tech - Jumbo-Visma - Lotto-Soudal - Movistar Team - Quick-Step Alpha Vinyl - BikeExchange-Jayco - Team DSM - Trek-Segafredo - UAE Team Emirates UCI ProTeams (6)- Alpecin-Fenix - Arkéa-Samsic - Bardiani-CSF-Faizanè - Drone Hopper-Androni Giocattoli - Eolo-Kometa - TotalEnergies |
| |

### Danske ryttere
| Danske ryttere på startlisten |                       |                        |           |
| Rygnummer                     | Rytter                | Hold                   | Placering |
| 3                             | Mikkel Bjerg          | UAE Team Emirates      | 139       |
| 93                            | Michael Valgren       | EF Education-EasyPost  | 81        |
| 94                            | Magnus Cort           | EF Education-EasyPost  | DNF-7     |
| 141                           | Jakob Fuglsang        | Israel-Premier Tech    | 41        |
| 151                           | Jonas Vingegaard      | Team Jumbo-Visma       | 2         |
| 174                           | Mathias Norsgaard     | Movistar Team          | 108       |
| 182                           | Kasper Asgreen        | Quick-Step Alpha Vinyl | 88        |
| 187                           | Mikkel Frølich Honoré | Quick-Step Alpha Vinyl | 93        |

* DNF = gennemførte ikke

### Startliste
| UAE Team Emirates UAD | UAE Team Emirates UAD     | UAE Team Emirates UAD |
| --------------------- | ------------------------- | --------------------- |
| Nr.                   | Rytter                    | Placering             |
| 1                     | Tadej Pogačar (SLO)       | 1.                    |
| 2                     | Pascal Ackermann (GER)    | 129.                  |
| 3                     | Mikkel Bjerg (DEN)        | 139.                  |
| 4                     | Davide Formolo (ITA)      | 46.                   |
| 5                     | Rafał Majka (POL)         | 25.                   |
| 6                     | Maximiliano Richeze (ARG) | 136.                  |
| 7                     | Marc Soler (ESP)          | 15.                   |

| AG2R Citroën Team ACT | AG2R Citroën Team ACT   | AG2R Citroën Team ACT |
| --------------------- | ----------------------- | --------------------- |
| Nr.                   | Rytter                  | Placering             |
| 11                    | Greg Van Avermaet (BEL) | 57.                   |
| 12                    | Geoffrey Bouchard (FRA) | 22.                   |
| 13                    | Lilian Calmejane (FRA)  | 36.                   |
| 14                    | Benoît Cosnefroy (FRA)  | 54.                   |
| 15                    | Bob Jungels (LUX)       | 23.                   |
| 16                    | Michael Schär (SUI)     | 43.                   |
| 17                    | Andrea Vendrame (ITA)   | 52.                   |

| Alpecin-Fenix AFC | Alpecin-Fenix AFC       | Alpecin-Fenix AFC |
| ----------------- | ----------------------- | ----------------- |
| Nr.               | Rytter                  | Placering         |
| 21                | Tim Merlier (BEL)       | 114.              |
| 22                | Michael Gogl (AUT)      | 67.               |
| 23                | Xandro Meurisse (BEL)   | 42.               |
| 24                | Stefano Oldani (ITA)    | DNF-6             |
| 25                | Edward Planckaert (BEL) | 121.              |
| 26                | Robert Stannard (AUS)   | DNF-7             |
| 27                | Gianni Vermeersch (BEL) | 78.               |

| Astana Qazaqstan Team AST | Astana Qazaqstan Team AST | Astana Qazaqstan Team AST |
| ------------------------- | ------------------------- | ------------------------- |
| Nr.                       | Rytter                    | Placering                 |
| 31                        | Miguel Ángel López (COL)  | 21.                       |
| 32                        | Leonardo Basso (ITA)      | 127.                      |
| 33                        | Manuele Boaro (ITA)       | 86.                       |
| 34                        | Davide Martinelli (ITA)   | 113.                      |
| 35                        | Gianni Moscon (ITA)       | 118.                      |
| 36                        | Harold Tejada (COL)       | DNF-6                     |
| 37                        | Simone Velasco (ITA)      | 35.                       |

| Bahrain Victorious TBV | Bahrain Victorious TBV  | Bahrain Victorious TBV |
| ---------------------- | ----------------------- | ---------------------- |
| Nr.                    | Rytter                  | Placering              |
| 41                     | Damiano Caruso (ITA)    | 7.                     |
| 42                     | Phil Bauhaus (GER)      | 124.                   |
| 43                     | Pello Bilbao (ESP)      | 9.                     |
| 44                     | Heinrich Haussler (AUS) | 112.                   |
| 45                     | Mikel Landa (ESP)       | 3.                     |
| 46                     | Jan Tratnik (SLO)       | 87.                    |
| 47                     | Jasha Sütterlin (GER)   | 95.                    |

| Bardiani CSF Faizanè BCF | Bardiani CSF Faizanè BCF | Bardiani CSF Faizanè BCF |
| ------------------------ | ------------------------ | ------------------------ |
| Nr.                      | Rytter                   | Placering                |
| 51                       | Giovanni Visconti (ITA)  | DNF-2                    |
| 52                       | Jonathan Cañaveral (COL) | 143.                     |
| 53                       | Filippo Fiorelli (ITA)   | 138.                     |
| 54                       | Davide Gabburo (ITA)     | 137.                     |
| 55                       | Sacha Modolo (ITA)       | 97.                      |
| 56                       | Luca Rastelli (ITA)      | 101.                     |
| 57                       | Alessandro Tonelli (ITA) | 51.                      |

| Bora-Hansgrohe BOH | Bora-Hansgrohe BOH     | Bora-Hansgrohe BOH |
| ------------------ | ---------------------- | ------------------ |
| Nr.                | Rytter                 | Placering          |
| 61                 | Wilco Kelderman (NED)  | 19.                |
| 62                 | Cesare Benedetti (POL) | 82.                |
| 63                 | Emanuel Buchmann (GER) | 28.                |
| 64                 | Matteo Fabbro (ITA)    | 61.                |
| 65                 | Marco Haller (AUT)     | 103.               |
| 66                 | Jai Hindley (AUS)      | 5.                 |
| 67                 | Jordi Meeus (BEL)      | 130.               |

| Cofidis COF | Cofidis COF           | Cofidis COF |
| ----------- | --------------------- | ----------- |
| Nr.         | Rytter                | Placering   |
| 71          | Benjamin Thomas (FRA) | 75.         |
| 73          | Davide Cimolai (ITA)  | 127.        |
| 74          | Simone Consonni (ITA) | DNS-5       |
| 75          | Victor Lafay (FRA)    | 16.         |
| 76          | Anthony Perez (FRA)   | 39.         |
| 77          | Davide Villella (ITA) | 29.         |

| Drone Hopper-Androni Giocattoli DRA | Drone Hopper-Androni Giocattoli DRA | Drone Hopper-Androni Giocattoli DRA |
| ----------------------------------- | ----------------------------------- | ----------------------------------- |
| Nr.                                 | Rytter                              | Placering                           |
| 81                                  | Mattia Bais (ITA)                   | DNF-7                               |
| 82                                  | Jefferson Alexander Cepeda (ECU)    | 30.                                 |
| 83                                  | Umberto Marengo (ITA)               | 107.                                |
| 84                                  | Jhonatan Restrepo (COL)             | DNS-7                               |
| 85                                  | Eduardo Sepúlveda (ARG)             | 26.                                 |
| 86                                  | Natnael Tesfatsion (ERI)            | 37.                                 |
| 87                                  | Edoardo Zardini (ITA)               | 83.                                 |

| EF Education-EasyPost EFE | EF Education-EasyPost EFE | EF Education-EasyPost EFE |
| ------------------------- | ------------------------- | ------------------------- |
| Nr.                       | Rytter                    | Placering                 |
| 91                        | Rigoberto Urán (COL)      | 14.                       |
| 92                        | Ruben Guerreiro (POR)     | DNF-3                     |
| 93                        | Michael Valgren (DEN)     | 81.                       |
| 94                        | Magnus Cort (DEN)         | DNF-7                     |
| 95                        | Mark Padun (UKR)          | DNF-5                     |
| 96                        | Jonathan Caicedo (ECU)    | 66.                       |
| 97                        | Thomas Scully (NZL)       | 140.                      |

| Eolo-Kometa EOK | Eolo-Kometa EOK         | Eolo-Kometa EOK |
| --------------- | ----------------------- | --------------- |
| Nr.             | Rytter                  | Placering       |
| 101             | Diego Rosa (ITA)        | 38.             |
| 102             | Vincenzo Albanese (ITA) | 79.             |
| 103             | Davide Bais (ITA)       | 133.            |
| 104             | Lorenzo Fortunato (ITA) | 18.             |
| 105             | Francesco Gavazzi (ITA) | 39.             |
| 106             | Giovanni Lonardi (ITA)  | 119.            |
| 107             | Mirco Maestri (ITA)     | 96.             |

| Groupama-FDJ GFC | Groupama-FDJ GFC                     | Groupama-FDJ GFC |
| ---------------- | ------------------------------------ | ---------------- |
| Nr.              | Rytter                               | Placering        |
| 111              | Thibaut Pinot (FRA)                  | 8.               |
| 112              | Arnaud Démare (FRA)                  | 77.              |
| 113              | Antoine Duchesne (CAN)               | 49.              |
| 114              | Jacopo Guarnieri (ITA)               | 134.             |
| 115              | Ignatas Konovalovas (LTU) (landevej) | 104.             |
| 116              | Tobias Ludvigsson (SWE)              | 53.              |
| 117              | Ramon Sinkeldam (NED)                | 126.             |

| Ineos Grenadiers IGD | Ineos Grenadiers IGD                | Ineos Grenadiers IGD |
| -------------------- | ----------------------------------- | -------------------- |
| Nr.                  | Rytter                              | Placering            |
| 121                  | Richard Carapaz (ECU) (enkeltstart) | DNS-5                |
| 122                  | Filippo Ganna (ITA) (enkeltstart)   | 71.                  |
| 123                  | Tao Geoghegan Hart (GBR)            | DNS-7                |
| 124                  | Jhonatan Narváez (ECU)              | DNF-6                |
| 125                  | Richie Porte (AUS)                  | 4.                   |
| 126                  | Ben Swift (GBR) (landevej)          | 58.                  |
| 127                  | Elia Viviani (ITA)                  | DNF-6                |

| Intermarché-Wanty-Gobert Matériaux IWG | Intermarché-Wanty-Gobert Matériaux IWG | Intermarché-Wanty-Gobert Matériaux IWG |
| -------------------------------------- | -------------------------------------- | -------------------------------------- |
| Nr.                                    | Rytter                                 | Placering                              |
| 131                                    | Alexander Kristoff (NOR)               | 85.                                    |
| 132                                    | Sven Erik Bystrøm (NOR)                | 60.                                    |
| 133                                    | Andrea Pasqualon (ITA)                 | 70.                                    |
| 134                                    | Adrien Petit (FRA)                     | 117.                                   |
| 135                                    | Domenico Pozzovivo (ITA)               | 13.                                    |
| 136                                    | Lorenzo Rota (ITA)                     | 24.                                    |
| 137                                    | Taco van der Hoorn (NED)               | 141.                                   |

| Israel-Premier Tech IPT | Israel-Premier Tech IPT | Israel-Premier Tech IPT |
| ----------------------- | ----------------------- | ----------------------- |
| Nr.                     | Rytter                  | Placering               |
| 141                     | Jakob Fuglsang (DEN)    | 41.                     |
| 142                     | Matthias Brändle (AUT)  | 110.                    |
| 143                     | Alex Dowsett (GBR)      | 111.                    |
| 144                     | Daryl Impey (RSA)       | 76.                     |
| 145                     | Krists Neilands (LAT)   | 64.                     |
| 146                     | Giacomo Nizzolo (ITA)   | 116.                    |
| 147                     | Rick Zabel (GER)        | 142.                    |

| Jumbo-Visma TJV | Jumbo-Visma TJV          | Jumbo-Visma TJV |
| --------------- | ------------------------ | --------------- |
| Nr.             | Rytter                   | Placering       |
| 151             | Jonas Vingegaard (DEN)   | 2.              |
| 152             | Edoardo Affini (ITA)     | 109.            |
| 153             | Koen Bouwman (NED)       | 34.             |
| 154             | Olav Kooij (NED)         | 115.            |
| 155             | Sepp Kuss (USA)          | 68.             |
| 156             | Tosh Van der Sande (BEL) | 65.             |
| 157             | Jos van Emden (NED)      | 91.             |

| Lotto-Soudal LTS | Lotto-Soudal LTS          | Lotto-Soudal LTS |
| ---------------- | ------------------------- | ---------------- |
| Nr.              | Rytter                    | Placering        |
| 161              | Tim Wellens (BEL)         | DNF-6            |
| 162              | Caleb Ewan (AUS)          | DNF-4            |
| 163              | Roger Kluge (GER)         | 125.             |
| 164              | Michael Schwarzmann (GER) | 120.             |
| 165              | Rüdiger Selig (GER)       | DNF-5            |
| 166              | Harry Sweeny (AUS)        | 99.              |
| 167              | Maxim Van Gils (BEL)      | DNF-5            |

| Movistar Team MOV | Movistar Team MOV       | Movistar Team MOV |
| ----------------- | ----------------------- | ----------------- |
| Nr.               | Rytter                  | Placering         |
| 171               | Enric Mas (ESP)         | DNS-7             |
| 172               | Alex Aranburu (ESP)     | 29.               |
| 173               | Jorge Arcas (ESP)       | 62.               |
| 174               | Mathias Norsgaard (DEN) | 108.              |
| 175               | Lluís Mas (ESP)         | DNF-6             |
| 176               | Nelson Oliveira (POR)   | 32.               |
| 177               | Einer Rubio (COL)       | 72.               |

| Quick-Step Alpha Vinyl QST | Quick-Step Alpha Vinyl QST          | Quick-Step Alpha Vinyl QST |
| -------------------------- | ----------------------------------- | -------------------------- |
| Nr.                        | Rytter                              | Placering                  |
| 181                        | Julian Alaphilippe (FRA) (landevej) | 33.                        |
| 182                        | Kasper Asgreen (DEN) (enkeltstart)  | 88.                        |
| 183                        | Davide Ballerini (ITA)              | 80.                        |
| 184                        | Mark Cavendish (GBR)                | 128.                       |
| 185                        | Josef Černý (CZE) (enkeltstart)     | 135.                       |
| 186                        | Remco Evenepoel (BEL)               | 11.                        |
| 187                        | Mikkel Honoré (DEN)                 | 93.                        |

| Arkéa-Samsic ARK | Arkéa-Samsic ARK         | Arkéa-Samsic ARK |
| ---------------- | ------------------------ | ---------------- |
| Nr.              | Rytter                   | Placering        |
| 191              | Warren Barguil (FRA)     | 20.              |
| 192              | Maxime Bouet (FRA)       | 31.              |
| 193              | Nacer Bouhanni (FRA)     | DNS-5            |
| 194              | Thibault Guernalec (FRA) | DNS-6            |
| 195              | Daniel McLay (GBR)       | DNS-6            |
| 196              | Alan Riou (FRA)          | 106.             |
| 197              | Clément Russo (FRA)      | 84.              |

| BikeExchange-Jayco BEX | BikeExchange-Jayco BEX             | BikeExchange-Jayco BEX |
| ---------------------- | ---------------------------------- | ---------------------- |
| Nr.                    | Rytter                             | Placering              |
| 201                    | Michael Matthews (AUS)             | 50.                    |
| 202                    | Lawson Craddock (USA)              | 92.                    |
| 203                    | Alexander Edmondson (AUS)          | 94.                    |
| 204                    | Tsgabu Grmay (ETH)                 | 69.                    |
| 205                    | Kaden Groves (AUS)                 | 132.                   |
| 206                    | Alexander Konysjev (ITA)           | 105.                   |
| 207                    | Matteo Sobrero (ITA) (enkeltstart) | 44.                    |

| Team DSM DSM | Team DSM DSM            | Team DSM DSM |
| ------------ | ----------------------- | ------------ |
| Nr.          | Rytter                  | Placering    |
| 211          | Romain Bardet (FRA)     | 12.          |
| 212          | Thymen Arensman (NED)   | 6.           |
| 213          | Nikias Arndt (GER)      | 75.          |
| 214          | Alberto Dainese (ITA)   | 122.         |
| 215          | Chris Hamilton (AUS)    | 74.          |
| 216          | Joris Nieuwenhuis (NED) | 100.         |
| 217          | Martijn Tusveld (NED)   | 98.          |

| TotalEnergies TEN | TotalEnergies TEN                 | TotalEnergies TEN |
| ----------------- | --------------------------------- | ----------------- |
| Nr.               | Rytter                            | Placering         |
| 221               | Peter Sagan (SVK) (landevej)      | DNS-3             |
| 222               | Edvald Boasson Hagen (NOR)        | 73.               |
| 223               | Maciej Bodnar (POL) (enkeltstart) | 123.              |
| 224               | Valentin Ferron (FRA)             | 55.               |
| 225               | Daniel Oss (ITA)                  | 89.               |
| 226               | Cristián Rodríguez (ESP)          | 17.               |
| 227               | Julien Simon (FRA)                | 56.               |

| Trek-Segafredo TFS | Trek-Segafredo TFS                           | Trek-Segafredo TFS |
| ------------------ | -------------------------------------------- | ------------------ |
| Nr.                | Rytter                                       | Placering          |
| 231                | Giulio Ciccone (ITA)                         | 10.                |
| 232                | Gianluca Brambilla (ITA)                     | 48.                |
| 233                | Dario Cataldo (ITA)                          | 45.                |
| 234                | Matteo Moschetti (ITA)                       | 131.               |
| 235                | Quinn Simmons (USA)                          | 63.                |
| 236                | Toms Skujiņš (LAT) (landevej og enkeltstart) | 59.                |
| 237                | Edward Theuns (BEL)                          | 102.               |

| UAE Team Emirates UAD | UAE Team Emirates UAD     | UAE Team Emirates UAD |
| --------------------- | ------------------------- | --------------------- |
| Nr.                   | Rytter                    | Placering             |
| 1                     | Tadej Pogačar (SLO)       | 1.                    |
| 2                     | Pascal Ackermann (GER)    | 129.                  |
| 3                     | Mikkel Bjerg (DEN)        | 139.                  |
| 4                     | Davide Formolo (ITA)      | 46.                   |
| 5                     | Rafał Majka (POL)         | 25.                   |
| 6                     | Maximiliano Richeze (ARG) | 136.                  |
| 7                     | Marc Soler (ESP)          | 15.                   |

| AG2R Citroën Team ACT | AG2R Citroën Team ACT   | AG2R Citroën Team ACT |
| --------------------- | ----------------------- | --------------------- |
| Nr.                   | Rytter                  | Placering             |
| 11                    | Greg Van Avermaet (BEL) | 57.                   |
| 12                    | Geoffrey Bouchard (FRA) | 22.                   |
| 13                    | Lilian Calmejane (FRA)  | 36.                   |
| 14                    | Benoît Cosnefroy (FRA)  | 54.                   |
| 15                    | Bob Jungels (LUX)       | 23.                   |
| 16                    | Michael Schär (SUI)     | 43.                   |
| 17                    | Andrea Vendrame (ITA)   | 52.                   |

| Alpecin-Fenix AFC | Alpecin-Fenix AFC       | Alpecin-Fenix AFC |
| ----------------- | ----------------------- | ----------------- |
| Nr.               | Rytter                  | Placering         |
| 21                | Tim Merlier (BEL)       | 114.              |
| 22                | Michael Gogl (AUT)      | 67.               |
| 23                | Xandro Meurisse (BEL)   | 42.               |
| 24                | Stefano Oldani (ITA)    | DNF-6             |
| 25                | Edward Planckaert (BEL) | 121.              |
| 26                | Robert Stannard (AUS)   | DNF-7             |
| 27                | Gianni Vermeersch (BEL) | 78.               |

| Astana Qazaqstan Team AST | Astana Qazaqstan Team AST | Astana Qazaqstan Team AST |
| ------------------------- | ------------------------- | ------------------------- |
| Nr.                       | Rytter                    | Placering                 |
| 31                        | Miguel Ángel López (COL)  | 21.                       |
| 32                        | Leonardo Basso (ITA)      | 127.                      |
| 33                        | Manuele Boaro (ITA)       | 86.                       |
| 34                        | Davide Martinelli (ITA)   | 113.                      |
| 35                        | Gianni Moscon (ITA)       | 118.                      |
| 36                        | Harold Tejada (COL)       | DNF-6                     |
| 37                        | Simone Velasco (ITA)      | 35.                       |

| Bahrain Victorious TBV | Bahrain Victorious TBV  | Bahrain Victorious TBV |
| ---------------------- | ----------------------- | ---------------------- |
| Nr.                    | Rytter                  | Placering              |
| 41                     | Damiano Caruso (ITA)    | 7.                     |
| 42                     | Phil Bauhaus (GER)      | 124.                   |
| 43                     | Pello Bilbao (ESP)      | 9.                     |
| 44                     | Heinrich Haussler (AUS) | 112.                   |
| 45                     | Mikel Landa (ESP)       | 3.                     |
| 46                     | Jan Tratnik (SLO)       | 87.                    |
| 47                     | Jasha Sütterlin (GER)   | 95.                    |

| Bardiani CSF Faizanè BCF | Bardiani CSF Faizanè BCF | Bardiani CSF Faizanè BCF |
| ------------------------ | ------------------------ | ------------------------ |
| Nr.                      | Rytter                   | Placering                |
| 51                       | Giovanni Visconti (ITA)  | DNF-2                    |
| 52                       | Jonathan Cañaveral (COL) | 143.                     |
| 53                       | Filippo Fiorelli (ITA)   | 138.                     |
| 54                       | Davide Gabburo (ITA)     | 137.                     |
| 55                       | Sacha Modolo (ITA)       | 97.                      |
| 56                       | Luca Rastelli (ITA)      | 101.                     |
| 57                       | Alessandro Tonelli (ITA) | 51.                      |

| Bora-Hansgrohe BOH | Bora-Hansgrohe BOH     | Bora-Hansgrohe BOH |
| ------------------ | ---------------------- | ------------------ |
| Nr.                | Rytter                 | Placering          |
| 61                 | Wilco Kelderman (NED)  | 19.                |
| 62                 | Cesare Benedetti (POL) | 82.                |
| 63                 | Emanuel Buchmann (GER) | 28.                |
| 64                 | Matteo Fabbro (ITA)    | 61.                |
| 65                 | Marco Haller (AUT)     | 103.               |
| 66                 | Jai Hindley (AUS)      | 5.                 |
| 67                 | Jordi Meeus (BEL)      | 130.               |

| Cofidis COF | Cofidis COF           | Cofidis COF |
| ----------- | --------------------- | ----------- |
| Nr.         | Rytter                | Placering   |
| 71          | Benjamin Thomas (FRA) | 75.         |
| 73          | Davide Cimolai (ITA)  | 127.        |
| 74          | Simone Consonni (ITA) | DNS-5       |
| 75          | Victor Lafay (FRA)    | 16.         |
| 76          | Anthony Perez (FRA)   | 39.         |
| 77          | Davide Villella (ITA) | 29.         |

| Drone Hopper-Androni Giocattoli DRA | Drone Hopper-Androni Giocattoli DRA | Drone Hopper-Androni Giocattoli DRA |
| ----------------------------------- | ----------------------------------- | ----------------------------------- |
| Nr.                                 | Rytter                              | Placering                           |
| 81                                  | Mattia Bais (ITA)                   | DNF-7                               |
| 82                                  | Jefferson Alexander Cepeda (ECU)    | 30.                                 |
| 83                                  | Umberto Marengo (ITA)               | 107.                                |
| 84                                  | Jhonatan Restrepo (COL)             | DNS-7                               |
| 85                                  | Eduardo Sepúlveda (ARG)             | 26.                                 |
| 86                                  | Natnael Tesfatsion (ERI)            | 37.                                 |
| 87                                  | Edoardo Zardini (ITA)               | 83.                                 |

| EF Education-EasyPost EFE | EF Education-EasyPost EFE | EF Education-EasyPost EFE |
| ------------------------- | ------------------------- | ------------------------- |
| Nr.                       | Rytter                    | Placering                 |
| 91                        | Rigoberto Urán (COL)      | 14.                       |
| 92                        | Ruben Guerreiro (POR)     | DNF-3                     |
| 93                        | Michael Valgren (DEN)     | 81.                       |
| 94                        | Magnus Cort (DEN)         | DNF-7                     |
| 95                        | Mark Padun (UKR)          | DNF-5                     |
| 96                        | Jonathan Caicedo (ECU)    | 66.                       |
| 97                        | Thomas Scully (NZL)       | 140.                      |

| Eolo-Kometa EOK | Eolo-Kometa EOK         | Eolo-Kometa EOK |
| --------------- | ----------------------- | --------------- |
| Nr.             | Rytter                  | Placering       |
| 101             | Diego Rosa (ITA)        | 38.             |
| 102             | Vincenzo Albanese (ITA) | 79.             |
| 103             | Davide Bais (ITA)       | 133.            |
| 104             | Lorenzo Fortunato (ITA) | 18.             |
| 105             | Francesco Gavazzi (ITA) | 39.             |
| 106             | Giovanni Lonardi (ITA)  | 119.            |
| 107             | Mirco Maestri (ITA)     | 96.             |

| Groupama-FDJ GFC | Groupama-FDJ GFC                     | Groupama-FDJ GFC |
| ---------------- | ------------------------------------ | ---------------- |
| Nr.              | Rytter                               | Placering        |
| 111              | Thibaut Pinot (FRA)                  | 8.               |
| 112              | Arnaud Démare (FRA)                  | 77.              |
| 113              | Antoine Duchesne (CAN)               | 49.              |
| 114              | Jacopo Guarnieri (ITA)               | 134.             |
| 115              | Ignatas Konovalovas (LTU) (landevej) | 104.             |
| 116              | Tobias Ludvigsson (SWE)              | 53.              |
| 117              | Ramon Sinkeldam (NED)                | 126.             |

| Ineos Grenadiers IGD | Ineos Grenadiers IGD                | Ineos Grenadiers IGD |
| -------------------- | ----------------------------------- | -------------------- |
| Nr.                  | Rytter                              | Placering            |
| 121                  | Richard Carapaz (ECU) (enkeltstart) | DNS-5                |
| 122                  | Filippo Ganna (ITA) (enkeltstart)   | 71.                  |
| 123                  | Tao Geoghegan Hart (GBR)            | DNS-7                |
| 124                  | Jhonatan Narváez (ECU)              | DNF-6                |
| 125                  | Richie Porte (AUS)                  | 4.                   |
| 126                  | Ben Swift (GBR) (landevej)          | 58.                  |
| 127                  | Elia Viviani (ITA)                  | DNF-6                |

| Intermarché-Wanty-Gobert Matériaux IWG | Intermarché-Wanty-Gobert Matériaux IWG | Intermarché-Wanty-Gobert Matériaux IWG |
| -------------------------------------- | -------------------------------------- | -------------------------------------- |
| Nr.                                    | Rytter                                 | Placering                              |
| 131                                    | Alexander Kristoff (NOR)               | 85.                                    |
| 132                                    | Sven Erik Bystrøm (NOR)                | 60.                                    |
| 133                                    | Andrea Pasqualon (ITA)                 | 70.                                    |
| 134                                    | Adrien Petit (FRA)                     | 117.                                   |
| 135                                    | Domenico Pozzovivo (ITA)               | 13.                                    |
| 136                                    | Lorenzo Rota (ITA)                     | 24.                                    |
| 137                                    | Taco van der Hoorn (NED)               | 141.                                   |

| Israel-Premier Tech IPT | Israel-Premier Tech IPT | Israel-Premier Tech IPT |
| ----------------------- | ----------------------- | ----------------------- |
| Nr.                     | Rytter                  | Placering               |
| 141                     | Jakob Fuglsang (DEN)    | 41.                     |
| 142                     | Matthias Brändle (AUT)  | 110.                    |
| 143                     | Alex Dowsett (GBR)      | 111.                    |
| 144                     | Daryl Impey (RSA)       | 76.                     |
| 145                     | Krists Neilands (LAT)   | 64.                     |
| 146                     | Giacomo Nizzolo (ITA)   | 116.                    |
| 147                     | Rick Zabel (GER)        | 142.                    |

| Jumbo-Visma TJV | Jumbo-Visma TJV          | Jumbo-Visma TJV |
| --------------- | ------------------------ | --------------- |
| Nr.             | Rytter                   | Placering       |
| 151             | Jonas Vingegaard (DEN)   | 2.              |
| 152             | Edoardo Affini (ITA)     | 109.            |
| 153             | Koen Bouwman (NED)       | 34.             |
| 154             | Olav Kooij (NED)         | 115.            |
| 155             | Sepp Kuss (USA)          | 68.             |
| 156             | Tosh Van der Sande (BEL) | 65.             |
| 157             | Jos van Emden (NED)      | 91.             |

| Lotto-Soudal LTS | Lotto-Soudal LTS          | Lotto-Soudal LTS |
| ---------------- | ------------------------- | ---------------- |
| Nr.              | Rytter                    | Placering        |
| 161              | Tim Wellens (BEL)         | DNF-6            |
| 162              | Caleb Ewan (AUS)          | DNF-4            |
| 163              | Roger Kluge (GER)         | 125.             |
| 164              | Michael Schwarzmann (GER) | 120.             |
| 165              | Rüdiger Selig (GER)       | DNF-5            |
| 166              | Harry Sweeny (AUS)        | 99.              |
| 167              | Maxim Van Gils (BEL)      | DNF-5            |

| Movistar Team MOV | Movistar Team MOV       | Movistar Team MOV |
| ----------------- | ----------------------- | ----------------- |
| Nr.               | Rytter                  | Placering         |
| 171               | Enric Mas (ESP)         | DNS-7             |
| 172               | Alex Aranburu (ESP)     | 29.               |
| 173               | Jorge Arcas (ESP)       | 62.               |
| 174               | Mathias Norsgaard (DEN) | 108.              |
| 175               | Lluís Mas (ESP)         | DNF-6             |
| 176               | Nelson Oliveira (POR)   | 32.               |
| 177               | Einer Rubio (COL)       | 72.               |

| Quick-Step Alpha Vinyl QST | Quick-Step Alpha Vinyl QST          | Quick-Step Alpha Vinyl QST |
| -------------------------- | ----------------------------------- | -------------------------- |
| Nr.                        | Rytter                              | Placering                  |
| 181                        | Julian Alaphilippe (FRA) (landevej) | 33.                        |
| 182                        | Kasper Asgreen (DEN) (enkeltstart)  | 88.                        |
| 183                        | Davide Ballerini (ITA)              | 80.                        |
| 184                        | Mark Cavendish (GBR)                | 128.                       |
| 185                        | Josef Černý (CZE) (enkeltstart)     | 135.                       |
| 186                        | Remco Evenepoel (BEL)               | 11.                        |
| 187                        | Mikkel Honoré (DEN)                 | 93.                        |

| Arkéa-Samsic ARK | Arkéa-Samsic ARK         | Arkéa-Samsic ARK |
| ---------------- | ------------------------ | ---------------- |
| Nr.              | Rytter                   | Placering        |
| 191              | Warren Barguil (FRA)     | 20.              |
| 192              | Maxime Bouet (FRA)       | 31.              |
| 193              | Nacer Bouhanni (FRA)     | DNS-5            |
| 194              | Thibault Guernalec (FRA) | DNS-6            |
| 195              | Daniel McLay (GBR)       | DNS-6            |
| 196              | Alan Riou (FRA)          | 106.             |
| 197              | Clément Russo (FRA)      | 84.              |

| BikeExchange-Jayco BEX | BikeExchange-Jayco BEX             | BikeExchange-Jayco BEX |
| ---------------------- | ---------------------------------- | ---------------------- |
| Nr.                    | Rytter                             | Placering              |
| 201                    | Michael Matthews (AUS)             | 50.                    |
| 202                    | Lawson Craddock (USA)              | 92.                    |
| 203                    | Alexander Edmondson (AUS)          | 94.                    |
| 204                    | Tsgabu Grmay (ETH)                 | 69.                    |
| 205                    | Kaden Groves (AUS)                 | 132.                   |
| 206                    | Alexander Konysjev (ITA)           | 105.                   |
| 207                    | Matteo Sobrero (ITA) (enkeltstart) | 44.                    |

| Team DSM DSM | Team DSM DSM            | Team DSM DSM |
| ------------ | ----------------------- | ------------ |
| Nr.          | Rytter                  | Placering    |
| 211          | Romain Bardet (FRA)     | 12.          |
| 212          | Thymen Arensman (NED)   | 6.           |
| 213          | Nikias Arndt (GER)      | 75.          |
| 214          | Alberto Dainese (ITA)   | 122.         |
| 215          | Chris Hamilton (AUS)    | 74.          |
| 216          | Joris Nieuwenhuis (NED) | 100.         |
| 217          | Martijn Tusveld (NED)   | 98.          |

| TotalEnergies TEN | TotalEnergies TEN                 | TotalEnergies TEN |
| ----------------- | --------------------------------- | ----------------- |
| Nr.               | Rytter                            | Placering         |
| 221               | Peter Sagan (SVK) (landevej)      | DNS-3             |
| 222               | Edvald Boasson Hagen (NOR)        | 73.               |
| 223               | Maciej Bodnar (POL) (enkeltstart) | 123.              |
| 224               | Valentin Ferron (FRA)             | 55.               |
| 225               | Daniel Oss (ITA)                  | 89.               |
| 226               | Cristián Rodríguez (ESP)          | 17.               |
| 227               | Julien Simon (FRA)                | 56.               |

| Trek-Segafredo TFS | Trek-Segafredo TFS                           | Trek-Segafredo TFS |
| ------------------ | -------------------------------------------- | ------------------ |
| Nr.                | Rytter                                       | Placering          |
| 231                | Giulio Ciccone (ITA)                         | 10.                |
| 232                | Gianluca Brambilla (ITA)                     | 48.                |
| 233                | Dario Cataldo (ITA)                          | 45.                |
| 234                | Matteo Moschetti (ITA)                       | 131.               |
| 235                | Quinn Simmons (USA)                          | 63.                |
| 236                | Toms Skujiņš (LAT) (landevej og enkeltstart) | 59.                |
| 237                | Edward Theuns (BEL)                          | 102.               |